# ونش أندرسن
وينش أندرسن (بالنرويجية:Wenche Andersen)، (مواليد 10 يوليو 1954) هي طاهية نرويجية. عملت كمقدمة برامج الطبخ في القناة الثانية للتلفزيون النرويجي TV2 كما قامت بتأليف العديد من كتب الطبخ. 

## روابط خارجية
- ونش أندرسن على موقع IMDb (الإنجليزية)